# 144716 Scotttucker
144716 Scotttucker è un asteroide della fascia principale. Scoperto nel 2004, presenta un'orbita caratterizzata da un semiasse maggiore pari a 2,9729149 UA e da un'eccentricità di 0,0465077, inclinata di 11,85456° rispetto all'eclittica.